# Chrischa Hannawald
Chrischa Hannawald, né le 4 février 1971 à Illertissen, est un ancien joueur allemand de handball, évoluant au poste de gardien de but.

## Palmarès

### Club
Compétitions internationales
- Vainqueur de la Coupe de l'EHF (1) : 2005

Compétitions nationales
- Finaliste de la Coupe d'Allemagne (1) : 2003

### Sélection nationale
- Médaille d'argent au Championnat d'Europe 2002
- 8e place au Championnat du monde 2001